# Adidas Fevernova
L'Adidas Fevernova è un pallone da calcio prodotto dall'azienda di abbigliamento sportivo Adidas.

## Design

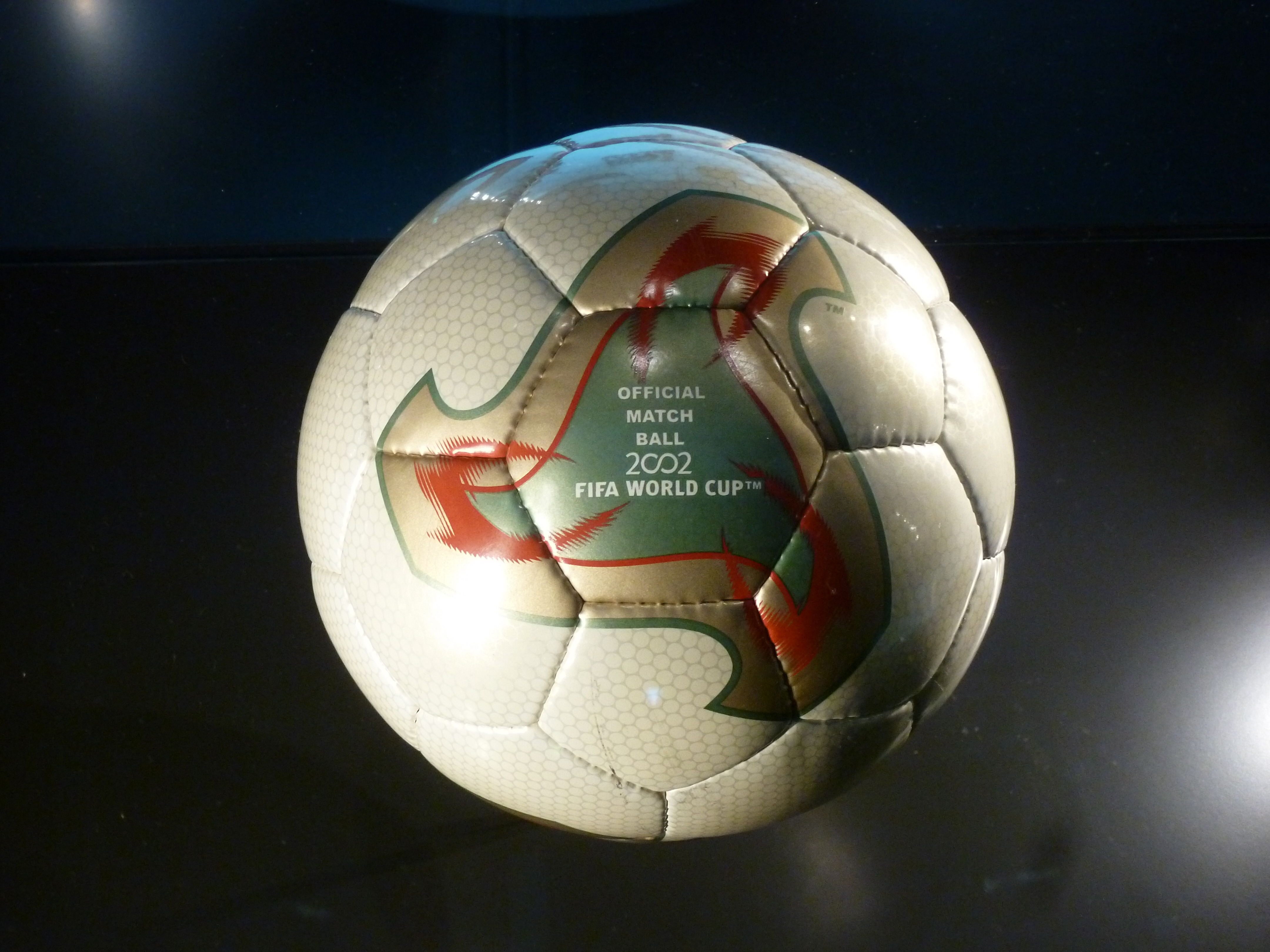
Adidas Fevernova.

Pur mantenendo la classica copertura a icosaedro troncato, il suo design segnò un allontanamento dal tradizionale disegno che aveva contraddistinto Tango e le sue varianti. Il pallone, infatti, era decorato da forme simili a un triangolo, ciascuna delle quali era collocata su sette esagoni. Questo design, unito ai suoi colori brillanti, era ispirato alla cultura asiatica orientale (il trigono oro scuro ricorda un tomoe e le strisce rosse sui suoi angoli ricordano pennellate calligrafiche).
La palla era composta da 11 strati dallo spessore complessivo di 3 mm, compreso uno speciale strato di schiuma sintattica, con una camera d'aria riempita di gas incorporato in un forame sintattica e una telatura lavorata a maglia a tre strati. Il rivestimento esterno era realizzato con una combinazione di poliuretano e gomma.
Questi accorgimenti tecnici servivano a conferire al pallone caratteristiche prestazionali superiori, consentendo una traiettoria di volo più precisa e prevedibile. Tuttavia, Fevernova suscitò diverse critiche, poiché giudicato troppo leggero, causando la marcatura di alcuni goal spettacolari, che produssero sconvolgimenti nelle competizioni in cui fu impiegato.

## Storia
Fevernova fu anzitutto impiegato come pallone ufficiale del campionato mondiale di calcio 2002, svoltosi in Corea del Sud e Giappone. In seguito, fu utilizzato anche per la coppa delle nazioni africane 2004 in Tunisia. Ne fu realizzata una nuova versione in occasione del campionato mondiale femminile di calcio 2003 ospitato dagli Stati Uniti.